# 大众电影
《大众电影》是中国大陆的一份电影杂志，于1950年6月在上海创刊。它在文化大革命开始之初的1966年6月停刊。在1979年1月复刊后，《大众电影》迎来了黄金时期，在1981年达到了单期九百万册的巅峰发行量，之后数量逐渐降低，到1989年后再未能突破百万。1990年代，随着电视、网络等新型媒体的崛起，其影响力也越来越低。

## 历史

### 第一时期（1950年-1966年）
1950年6月1日，《大众电影》画报在上海创刊，由上海市电影事业管理处研究室负责该刊的编辑工作，社址设在上海市江西路四马路汗尔尔登大楼362号。创刊之初其刊名是由池宁题写的美术字，主编为梅朵、王世桢。创刊号为大32开，正文30页，画页极少，定价为旧币1500元，而且仅封面和封底使用了彩色印刷，却分别选用了《团的儿子》（时称“小英雄”）和《诗人莱尼斯》两部黑白电影的剧照。据梅朵回忆，创刊的1950年6月1日正值国际儿童节，上海电影制片厂译制的《团的儿子》正在全国放映，所以杂志封面便选用了片中小英雄凡尼亚的剧照。创刊号中涉及的影片除了《列宁在十月》、《大战海南岛》和《团的儿子》等主旋律影片外，也有《姐妹站起来》、《婚姻事大》和《结亲》等生活类影片。刊载的文章不乏出自扬帆、沈从文、三毛、姚念贻等名家的。第一期试印1万册，很快售罄，又连续加印了3次。在1950年第4期登上封面的女演员秦怡是第一位登上《大众电影》的内地女演员，当时选用的是她在电影《农家乐》中的剧照。
1952年初，受“文艺整风学习运动”影响，《大众电影》因赞美电影《武训传》被迫停刊，接受整改，4月从上海迁到北京，与中国电影发行公司编辑的《新电影》合并，5月才得以复刊。原主编梅朵因曾与当时被批判的胡风有交情被撤。复刊后的《大众电影》改为16开本，办公地点迁到了北京西单舍饭寺12号。1957年，成立《大众电影》编辑部，由中国电影出版社领导。1960年，随同中国电影出版社划归中国电影工作者协会领导。建国初期的《大众电影》尚有广告刊载，封面人物选择、内文电影推荐虽然以主旋律、工农兵、各色英雄为主，但也不乏家长里短的生活片以及英、美、日、法等外国电影，其中推荐苏联电影为最多。封面人物的选择有九成都来源于电影的剧照，没有演员的生活照，但曾刊出过有毛泽东、列宁、斯大林、胡志明、卡斯特罗等领袖的生活照，其中以毛泽东做封面出现了9次，列宁出现6次，斯大林出现5次，胡志明、卡斯特罗各1次。
1962年，在周恩来总理倡导下，《大众电影》创办了当时世界上唯一全部依据读者和观众投票评选的“大众电影百花奖”，该奖项是中华人民共和国建国之后的第一个全国性电影评奖。首届百花奖颁奖典礼于1962年5月22日在北京政协礼堂举行，获奖制片厂得到的是奖状，而个人获奖者获得的是纪念奖牌及文艺界领导的书法作品。1962年秋，《大众电影》迁回上海，与《上海电影》合并，主编袁文殊，副主编洪林。也是从1962年开始，中苏关系开始交恶，苏联影片的剧照便彻底从《大众电影》的封面上消失，直到1964年最后一部苏联影片引进中国，读者再也没有看到一张苏联电影剧照出现在封面上。1963年，因受整风运动影响，仅举办过两届的大众电影百花奖停办了。
在文化大革命开始的1966年，《大众电影》上也反映了当时异样的时代气息。第一期的封面是《胜利在望》剧照；封底是《红色背篓》剧照，内文一口气介绍了《工业的新跃进》、《红色邮路》、《前进中的新疆》等近10部红色电影。第四期的封面直接采用了新华社的稿件《毛主席和工人们在一起》，内文转载了《人民日报》文章《违反毛主席军事思想的坏影片<兵临城下>》，并对《兵临城下》进行了大篇幅的批评，对《赛金花》的批评甚至超过了杂志篇幅的五分之一。1966年5月，《大众电影》全文刊发了《解放军报》1966年4月18日社论《高举毛泽东思想伟大旗帜，积极参加社会主义文化大革命》和1966年5月4日社论《千万不要忘记阶级斗争》，除彩页剧照外，没有介绍任何影片，只有批判，对影片《红日》、《舞台姐妹》等进行了激烈批判。1966年6月，《大众电影》出完当年的第六期后，宣布停刊，从1950年创刊开始累积发行了第306期。停刊前最后一期的封面是毛泽东和阿尔巴尼亚领导人穆罕默德·谢胡握手的照片。这次停刊之前所有的306期封面共有201期为中国人，而其中149幅是各类工农兵英雄的形象。

### 第二时期（1979年-1989年）
1979年1月20日，《大众电影》在北京复刊，仍为月刊，由中国电影家协会《大众电影》编辑部编辑，刊名为郭沫若用行书提写，主编是著名编剧林杉，副主编是崔博泉和唐家仁，复刊第一期的封面是电影《大河奔流》剧照，首期共刊刷了50万册，定价为人民币0.3元。第2期的封面是由在文革中遭遇迫害导致精神失常的杨丽坤主演的电影《阿诗玛》的剧照。《婚礼》、《苦恼人的笑》、《生活的颤音》、《樱》、《苦恋》、《我们的田野》、《牧马人》等多部“伤痕电影”剧照被《大众电影》选为了1979年和1980年前后的封面，其中《苦恋》在1980年11月被选为封面时，已经因基地过于灰暗而被禁，这是《大众电影》唯一一次以遭禁影片作为封面来推荐。
1979年5月，《大众电影》第5期的封底刊登了英国电影《水晶鞋与玫瑰花》中王子和灰姑娘在华丽宫殿中接吻的剧照。发行之后在社会上引发了轩然大波，一位新疆生产建设兵团的宣传干事为此给编辑部写了一封言辞激烈的信表示愤慨，称其已经堕落到了和资产阶级杂志没有区别的程度。《大众电影》读者来信栏原文照登了这封信，并在9月到11月连续开辟“由一封读者来信展开的讨论”专栏，展开一场颇有声势的读者讨论，持续半年左右，其引发的讨论波及到全国多家报刊杂志，成为当时社会的讨论热点。《大众电影》还在1979年5月刊上首次使用演员的生活照做了封面，版权页上也首次直接打出“电影制片厂青年演员陈冲”的字样，而不带任何电影片名。1980年3月，《大众电影》开始刊登百花奖的选票，当时的杂志期发行量已经达到了160万册。1980年5月23日，时隔17年之后第三届电影“百花奖”颁奖仪式在北京政协礼堂举行。
1980年代初是中国电影行业的一个鼎盛时期，中国电影杂志的销售也迎来了旺季，《大众电影》、《电影故事》、《电影新作》、《电影画报》、《上影画报》等杂志的销量都超过了百万，而其中尤以《大众电影》最为突出，它曾在1981年达到了巅峰的单期947万份的发行量。1983年，《大众电影》发行量虽然仍是各类期刊中的首位，但已经从顶峰的九百多万滑到六百多万。主要的原因是当年电视节目覆盖率开始骤增，电影在国人精神生活中的地位逐步下滑。1984年，《大众电影》的发行量跌到四百多万，被《故事会》的五百多万超过。1986年，其他电影杂志的发行量都不再超过百万了，《大众电影》也仅剩了两百多万发行量。到1989年，中国电影观众数量剧烈衰减，国产电影的市场占有率更是下跌迅速，《大众电影》的发行量也跌出了百万行列。
1986年，《大众电影》杂志社成立，除《大众电影》，它旗下还有《电影画刊》和《中国电影报》，采编人员有三四十人，首任社长为崔博泉。1980年代末，由于主编蔡师勇主张“学者办刊”的原则，《大众电影》逐渐变为以约稿为主，出现了很多严肃的电影理论研究文章。虽然发行量持续走低，但《大众电影》依旧具有很强的影响力，1979年到1989年可以算是它的黄金时期。《电影艺术》杂志主编吴冠平认为这一时期的《大众电影》“通过对电影专业知识的普及来达到提高和改造大众的目的，又通过批评讨论类栏目形成对国家电影的某种监督。”特别是1985年之后，《大众电影》电影启蒙和探讨的气氛就越发浓烈，其中1989年，对《星球大战》、《超人》、《外星人》、《机器警探》、《机器人奇遇记》、《第三类接触》、《内城空间》、《短路》等美国科幻电影的制作和拍摄进行了大篇幅的分析和介绍，并介绍了美国三大科幻导演乔治·卢卡斯、史蒂文·斯皮尔伯格、弗朗西斯·福特·科波拉。还在80年代末期和90年代初期，对希区柯克进行了多次解读和分析。另外，随着80年代后期港台娱乐片在大陆的走俏，《大众电影》自1985年开始也多次刊登对娱乐片的思考和观点。1989年2月到7月，《大众电影》针对1989年前后部分电影中出现性爱镜头的情况，发起了“影片应该如何表现性爱”，“影片中能否展示裸体”和“电影是否应该进行分级”等探讨，长达半年多的时间里，通过读者来信和专家评论的方式进行了的充分的讨论，还对欧美多国的电影分级制度进行了详尽介绍。
1980年代，大众化、通俗化和娱乐化的文化需求越来越突出，《大众电影》封面和内容的选择上也加入了市场化的元素，其中封面就是以美女照为主。整个1980年代，《大众电影》封面人物中仅出现过周润发、成龙、齐秦和尊龙等少数港台男演员，而内地男演员仅有1982年第5期封面所用的第二届金鸡奖影帝内地男演员张雁这一次，而1982年第5期的发行量狂跌60多万册。1985年前的封面是生活照和剧照并重的，而1985年后则变成了以美女明星的生活照为主。刘晓庆、潘虹、斯琴高娃、张瑜、陈冲、李秀明等都多次登上《大众电影》封面，次数最多的刘晓庆曾登过6次封面和2次封底，而居第二位的潘虹也曾登过4次封面和4次封底。1983年2月的封底首次出现外国演员露肩装；1985年1月封底出现了日籍演员穿吊带裙的照片；1986年9月封底出现美国影星泳装照，而1989年10月封面上使用了巩俐的泳装照，但社会开放尺度已经能够接受这样的穿衣风格。所以这些都没有引起当年“第一张吻照”那样大的社会影响。

### 第三时期（1989年-2014年）
1980年代末电视剧在中国内地的影响力越来越大，不仅有《红楼梦》和《渴望》等内地剧，而且还引入了《霍元甲》、《射雕英雄传》等港台电视剧。《大众电影》顺应潮流，开始介绍在电视剧中走红的陈晓旭、寇世勋、陈宝国、张凯丽等演员，甚至1991年2月刊还专门开辟专栏讨论“刘慧芳现象”。1990年代初，随着电视、网络等新型媒体的崛起，中国电影行业走入低谷，处于最低迷和疲软时期，影院中都是《大决战》、《焦裕禄》等主旋律题材电影，而录像厅中则充斥着武侠、色情、生活、暴力电影。虽然《大众电影》依然是中国最有影响力的电影报刊之一，但已经逐步落入历史最低潮。1990年代，中国国产电影迷失方向，持续低迷，市场上充斥着所谓的动作片，而《大众电影》的生存环境进一步恶化。随着1994年首部分账影片《亡命天涯》的引进，好莱坞电影占据了中国内地的电影市场。《大众电影》开始试图通过一些其他的噱头留在读者，在封面上刊出了一些尺度很大的照片，例如1993年2月号选用的《大鸿米店》女主演石兰乳房几乎全部暴露的照片，但这些并未能在社会上引起什么争鸣或非议。
虽然《大众电影》在2002年从月刊改为半月刊，但它仍坚持黑白印刷，仅有几页彩页，内容上也主要是推介一些主旋律电影，所以越来越缺乏竞争力。2008年，年过七旬的原社长蔡师勇因为员工购买商业保险被告上法庭，并最终于2009年12月17日被以私分国有资产罪判处有期徒刑四年。2009年12月25日，常务副社长翟建农称《大众电影》因资不抵债而破产，后被主管部门中国电影家协会否认。2010年，曾有媒体报道《大众电影》由期刊公司代为发行，发行量仅每期5000册左右。2011年，《大众电影》每期的发行量仅剩3万册，并再次爆出停刊传言，《大众电影》摄影师周雁鸣在新浪微博上爆料指该杂志已陷入没有社长、主编、发行部和广告部的境地，稍后影协否认了停刊传言。

### 第四时期（2014年至今）
2014年年初，《大众电影》与万达集团合作，进行了改版，以铜版纸印刷，每本120多页，由中国文学艺术界联合会主管，中国电影家协会主办，发行人为叶宁，杂志社社长为翟建农，总编辑为辛家宝，副社长为廖敏，执行主编为林晶晶，其中廖敏还是万达电影文化传媒的总经理。改版后的《大众电影》又成为全中国发行量最大的电影杂志，4月份，《大众电影》正式开始全面进驻万达院线，发行量和影响力有了进一步的提升。同时，旗下iPad版电子杂志、万影网、移动互联产品也将陆续面世，不过万影网不久就停办了。